# Erich W. Eiland
Erich Woldemar Eiland (* 11. November 1889 in Zwickau; † 6. Mai 1956 in Dresden) war ein deutscher Grafiker und Landschaftsmaler, der einen Teil seiner Werke als Künstlerpostkarten verlegte.

## Leben
Nach seiner Schulbildung und Studienreisen nach Schweden und in die Schweiz ließ sich der aus Zwickau stammende Erich W. Eiland spätestens 1916 in Olbernhau im sächsischen Erzgebirge nieder, wo er mindestens bis 1919 wirkte. In jenem Jahr korrespondierte er u. a. mit Walther Rathenau, der ihn Folgendes wissen ließ: Ich kann ermessen, wie schwer es Ihnen wird, gleichzeitig einen so bürgerlichen Beruf zu betreiben und geistigen Aufgaben zu leben; ich kann es deshalb ermessen, weil ich seit 25 Jahren mich in der gleichen Lage befinde, die manchmal bis zur Erschöpfung der Kräfte ihre Anforderungen stellte [...].
Unmittelbar vor dem Jahre 1923 zog Eiland von Olbernhau in die sächsische Landeshauptstadt Dresden, wo er in der Glacisstraße 34 sein Atelier als Maler und später dort auch einen Verlag seiner eigenen Werke einrichtete. Zu seinen  meistverkauften Produkten, die auch in der Tschechoslowakei Absatz fanden, zählt die ab 1923 herausgegebene zweiteilige Reihe von Künstlerpostkarten nach seinen eigenen Original-Steinzeichnungen mit dem Titel Seele der Heimat. Die Kartenmappen enthielten jeweils acht Postkarten mit seinen Zeichnungen aus dem sächsisch-böhmischen Erzgebirge, die dadurch eine weite Verbreitung fanden. Erich W. Eiland verstand diese Karten als stillen Gruß eines Herzens an Menschen, die sich eins fühlen im Wissen um die allumfassende göttliche Einheit und seine Erhabenheit im Größten wie auch Kleinsten aller Natur. Mögen sie in diesem Geiste Brücken schlagen unter Suchenden.
Im letzten Adressbuch von Dresden, das vor Kriegsende 1943/44 erschien, ist Erich Eiland als Inhaber der Verlages für deutsche Art in der Glacisstraße 34 verzeichnet. Sein Verlag ist nicht mit dem zeitgleich bestehenden „radikalvölkischen“ Verlag für deutsche Art von Bruno Tanzmann aus Hellerau bei Dresden zu verwechseln.